# I Need Romance 3
I Need Romance 3 (kor. 로맨스가 필요해 3 Romaenseuga Pilyohae 3) – południowokoreański serial telewizyjny z 2014 roku w reżyserii Jang Young-woo, w którym w głównych rolach występują Kim So-yeon i Sung Joon. Był emitowany na kanale tvN od 13 stycznia do 4 marca 2014 roku w poniedziałki i wtorki o godzinie 22:00 (KST).
Jest to trzecia odsłona serii z gatunku komedii romantycznej stacji tvN po popularności I Need Romance i I Need Romance 2012. Podobnie jak w poprzednich seriach ta realistycznie przedstawia przyjaźnie, rywalizację w miejscu pracy i życie miłosne trzech karierowiczek po trzydziestce, tym razem w firmie zajmującej się kanałem zakupów domowych.

## Fabuła
Shin Joo-yeon jest 33-letniom dyrektorką marketingu mody w firmie zajmującej się kanałem zakupów domowych. Opracowała twardą, powłokę zewnętrzną, aby odnieść sukces w miejscu pracy i prawie porzuciła ideę prawdziwej miłości po niezliczonych niepowodzeniach. Joo Wan to 26-letni kompozytor i beztroski duch, który wraca do Korei po siedemnastu latach życia za granicą. Aż do 9 roku życia był praktycznie wychowywany przez przyjaciółkę swojej mamy i jej córkę, Shin Joo-yeon. Ta pamięta go tylko jako dziecko, z którym była zmuszona się bawić, gdy jej mama była zajęta, podczas gdy wszystkie jego wczesne wspomnienia od kąpieli, przez zabawę, naukę wiązania butów, obejmują właśnie ją. Po ponownym spotkaniu zamierza uleczyć uczucia Joo-yeon.

## Obsada

### Główna
- Kim So-yeon jako Shin Joo-yeon 33-letnia dyrektorką marketingu mody w firmie zajmującej się kanałem zakupów domowych[4].
- Sung Joon jako Joo Wan 26-letni kompozytor i beztroski duch, który wraca do Korei po siedemnastu latach życia za granicą[5].

### W pozostałych rolach
- Chae Bin jako nastoletnia Joo-yeon
- Jung Da-bin jako mała Joo-yeon
- Namkoong Min jako Kang Tae-yoon
- Wang Ji-won jako Oh Se-ryung
- Park Hyo-joo jako Lee Min-jung
- Yoon Seung-ah jako Jung Hee-jae
- Park Yu-hwan jako Lee Woo-young
- Yoo Ha-jun jako Ahn Min-seok
- Jung Woo-shik jako Han Ji-seung
- Im Soo-hyun jako asystentka Se-ryunga
- Alex Chu jako PD Lee Jung-ho, chłopak Joo-yeon (cameo, odc.1-3)
- John Park jako pierwszy były chłopak Joo-yeon (cameo, odc.1-2)
- Joo Sang-wook as jako drugi były chłopak Joo-yeon (cameo, odc.1)
- Jung Myung-hoon jako trzeci były chłopak Joo-yeon (odc.1)
- Kim Ji-seok jako właściciel psa (cameo, odc.3)
- Park Seung-gun jako partner biznesowy Joo-yeon i Se-ryung (odc.5)
- Han Hye-yeon we własnej osobie (odc.10)
- Jang Min-young we własnej osobie (odc.10)
- Kim Na-young (aktorka) jako projektantka mody (odc.11)

## Oglądalność
| W poniższej tabeli, niebieska liczba oznacza najniższą ocenę, a czerwona najwyższą. | W poniższej tabeli, niebieska liczba oznacza najniższą ocenę, a czerwona najwyższą. | W poniższej tabeli, niebieska liczba oznacza najniższą ocenę, a czerwona najwyższą. | W poniższej tabeli, niebieska liczba oznacza najniższą ocenę, a czerwona najwyższą. |
| Odcinek                                                                             | Data emisji                                                                         | AGB Nielsen                                                                         |                                                                                     |
| ----------------------------------------------------------------------------------- | ----------------------------------------------------------------------------------- | ----------------------------------------------------------------------------------- | ----------------------------------------------------------------------------------- |
| 1                                                                                   | 13 stycznia 2014                                                                    | 0.686%                                                                              |                                                                                     |
| 2                                                                                   | 14 stycznia 2014                                                                    | 0.844%                                                                              |                                                                                     |
| 3                                                                                   | 20 stycznia 2014                                                                    | 0.952%                                                                              |                                                                                     |
| 4                                                                                   | 21 stycznia 2014                                                                    | 0.802%                                                                              |                                                                                     |
| 5                                                                                   | 27 stycznia 2014                                                                    | 0.932%                                                                              |                                                                                     |
| 6                                                                                   | 28 stycznia 2014                                                                    | 1.126%                                                                              |                                                                                     |
| 7                                                                                   | 3 lutego 2014                                                                       | 0.94%                                                                               |                                                                                     |
| 8                                                                                   | 4 lutego 2014                                                                       | 1.125%                                                                              |                                                                                     |
| 9                                                                                   | 10 lutego 2014                                                                      | 1.114%                                                                              |                                                                                     |
| 10                                                                                  | 11 lutego 2014                                                                      | 1.301%                                                                              |                                                                                     |
| 11                                                                                  | 17 lutego 2014                                                                      | 0.955%                                                                              |                                                                                     |
| 12                                                                                  | 18 lutego 2014                                                                      | 0.854%                                                                              |                                                                                     |
| 13                                                                                  | 24 lutego 2014                                                                      | 1.09%                                                                               |                                                                                     |
| 14                                                                                  | 25 lutego 2014                                                                      | 1.399%                                                                              |                                                                                     |
| 15                                                                                  | 3 marca 2014                                                                        | 1.06%                                                                               |                                                                                     |
| 16                                                                                  | 4 marca 2014                                                                        | 1.177%                                                                              |                                                                                     |